# Богданівська сільська рада (Липовецький район)
| Богданівська сільська рада — орган місцевого самоврядування у Липовецькому районі Вінницької області з адміністративним центром у c. Богданівка. Сільській раді підпорядковані населені пункти: - c. Богданівка |

## Склад ради
Рада складається з 12 депутатів та голови.

## Керівний склад сільської ради
| ПІБ                         | Основні відомості                                                 | Дата обрання | Дата звільнення |
| --------------------------- | ----------------------------------------------------------------- | ------------ | --------------- |
| Поліщук Лариса Петрівна     | Сільський голова, 1972 року народження, освіта, позапартійна      | 26.03.2006   | 31.10.2010      |
| Климчук Олексій Миколайович | Сільський голова, 1964 року народження, освіта середня спеціальна | 31.10.2010   |                 |

Примітка: таблиця складена за даними джерела